# Eurydike (Tochter des Danaos)
Eurydike (altgriechisch Εὐρυδίκη Eurydíkē) war in der griechischen Mythologie eine Danaide, also eine der 50 Töchter des Danaos. Ihre Mutter war die Najade Polyxo.
Laut der Bibliotheke des Apollodor bekam sie von den 50 Söhnen des Aigyptos den Dryas zum Gemahl, laut Hyginus Mythographus hingegen den Kanthos. Wie alle ihre Schwestern außer Hypermestra brachte sie ihren Gatten in der Hochzeitsnacht um.